# Konstantīns Pēkšēns
Konstantīns Pēkšēns (født 3. marts 1859 i Mazsalacas pagasts, Guvernement Livland, død 23. juni 1928 i Bad Kissingen, Tyskland) var en af de mest fremtrædende lettiske arkitekter gennem tiderne. Efter Jānis Baumanis er han indbegrebet af den anden generation af lettiske arkitekter. Mange lettiske byer sætter en ære i bygninger tegnet af Pēkšēns, men Riga alene kan prale af mere end 250 etagebygninger i mursten og et stort antal træhuse opført efter hans tegninger.

## Karriere
Pēkšēns blev født på Nuķi-godset i nærheden af Mazsalaca, men i 1896 flyttede familien til Riga. I 1875 begyndte Pēkšēns studier ved Rigas Polytekniske Institut – først i den tekniske afdeling, men fra 1880 i Institut for Arkitektur. Han tog aktivt del i de studerendes samfundsliv, og var stiftende medlem af Selonija, et broderskab af lettiske studerende, og han deltog meget i sport. Han dimitterede fra instituttet i 1885 og brugte en del tid på at arbejde for Jānis Baumanis' arkitektkontor, og i 1886 åbnede Pēkšēns sin egen praksis. I 1889 var han blandt dem, der genetableret Rigas Arkitektforening, der var gået i opløsning tidligere. Pēkšēns sad også i bestyrelsen for en række kreditinstitutter og banker, og fungerede som talsmand for Rigas Lettiske Forening. Siden 1909 var han medlem af Rigas byråd, og efter 1. verdenskrig var han aktivt involveret i flere tekniske kommissioner under Rigas bydirektion. Pēkšēns deltog også i udgivelsen af flere lettiske aviser. Hans brede erhvervserfaring tillod ham at yde et væsentligt bidrag i debatten om, hvordan man kunne genoprette skaderne efter 1. verdenskrig. Pēkšēns blikkenslagerselskab var kendt som den største lokale virksomheder, der beskæftigede sig med montering af centralvarmeanlæg i Riga forud for krigen. Dette selskab virkede indtil 1940.
I begyndelsen af det 20. århundrede fungerede Pēkšēns også som jurymedlem i flere store konkurrencer, mens hans designs opnåede den højeste vurdering i visse andre konkurrencer. For eksempel vandt han konkurrencen om en beboelsesejendom for arbejdere i 1907 sammen med Eižens Laube, om Rigas Købmandskreditbank på Tērbatas iela 14 i 1909 sammen med Arthur Moedlinger, og om Ozoliņš' højhus på Brīvības iela 88 i 1910 sammen med Ernest Pole. Alle Pēkšēns associerede, såsom Alexander Vanags, August Malvess, og andre, der senere blev kendt i Riga i deres egen ret, akkumulerede deres faglige erfaringer mens de arbejdede for mesterens konstruktions- og tekniske bureau.
I et forsøg på at forbedre sin alvorligt forværrede helbredtilstand, rejste Pēkšēns i 1928 til Bad Kissingen i Tyskland, men turen var til ingen nytte. Den triste nyhed om hans død nåede hans hjemland om natten af Līgo-højtiden. Mesteren ligger begravet på Mežakirkegården i Riga.